# Mie Augustesen
Mie Augustesen, née le 19 juillet 1988 à Hedensted, est une ancienne handballeuse internationale danoise qui évolue au poste d'ailière gauche.

## Biographie
Mie Augustesen débute le handball en 1994 au sein du club  danois de Daugård IF. Après avoir évolué de 2000 à 2004 à Vejle/Bredballe, elle s'engage avec Randers HK.
Avec Randers, elle remporte la coupe EHF 2010 et le championnat du Danemark 2012. À l'été 2012, elle s'engage avec le club allemand du Thüringer HC. Avec Thüringer, elle est championne d'Allemagne et coupe d'Allemagne en 2013. À l'issue de la saison, elle retourne néanmoins au Danemark pour raisons personnelles.
Pour la saison 2013-2014, elle rejoint le Copenhague Handball. Après avoir envisagé d'arrêter sa carrière, elle décide en août 2014 de s'engager avec le FC Midtjylland, qui deviendra Herning-Ikast Håndbold en 2018,. Avec le FC Midtjylland, elle remporte le championnat du Danemark 2015, la coupe du Danemark en 2015 et 2016 ainsi que la coupe d'Europe des vainqueurs de coupe 2015.
Elle met fin à sa carrière à l'issue de la saison 2018-2019.
Mie Augustesen compte 80 sélections et a inscrit 262 buts pour l'équipe du Danemark. Avec le Danemark, elle dispute notamment le championnat d'Europe 2010 où elle obtient une quatrième place et est élue meilleure ailière gauche du tournoi à l'issue de la compétition.
Dans les catégories de jeunes, elle gagne le championnat d'Europe jeunes 2005, le championnat du monde jeunes 2006 et le championnat d'Europe junior 2007.

## Palmarès

### En club
compétitions internationales
- vainqueur de la coupe EHF en 2010 (avec Randers HK)
- vainqueur de la coupe d'Europe des vainqueurs de coupe en 2015 (avec FC Midtjylland Håndbold)

compétitions nationales
- championne du Danemark en 2012 (avec Randers HK) et 2015 (avec FC Midtjylland Håndbold)
- championne d'Allemagne en 2013 (avec Thüringer HC)
- vainqueur de la coupe  du Danemark en 2015 et 2016 (avec FC Midtjylland Håndbold)
- vainqueur de la coupe d'Allemagne en 2013 (avec Thüringer HC)

### En sélection
championnats du monde
- 5e place du championnat du monde 2009

championnats d'Europe
- 5e place du championnat d'Europe 2012
- 4e place du championnat d'Europe 2010
- 11e place du championnat d'Europe 2008

autres
- finaliste du championnat du monde junior en 2008
- vainqueur du championnat d'Europe junior en 2007[9]
- vainqueur du championnat du monde jeunes en 2006
- vainqueur du championnat d'Europe jeunes en 2005

### Distinctions individuelles
- élue meilleure ailière gauche du championnat d'Europe en 2010[8]